# Vacancy (film)
Vacancy è un film del 2007, diretto da Nimród Antal. I protagonisti sono Kate Beckinsale e Luke Wilson.
Nel 2009 è stato realizzato un prequel intitolato Vacancy 2 - L'inizio, uscito direttamente per il mercato home video.

## Trama
Una coppia, durante un litigio, percorre di notte una sperduta strada di montagna, quando un guasto alla macchina li costringe a cercare un posto in cui pernottare nell'attesa di trovare un'officina meccanica aperta.
Trovano una stanza libera in un piccolo motel isolato.
Una volta entrati, dopo un breve e inquietante dialogo con il mellifluo direttore del motel, i due protagonisti cominciano a sentire forti rumori che attribuiscono a un vicino di stanza molesto. Il direttore, tuttavia, li assicura che non ci sono altri ospiti nella struttura. La loro inquietudine si tramuta presto in paura.
Dopo aver trovato alcune videocassette, decidono di vederne una: sullo schermo del televisore compare un film horror amatoriale particolarmente cruento, in cui degli uomini col volto coperto uccidono brutalmente altre persone. La coppia, inizialmente inorridita, nota che la stanza in cui sono ambientati i film (che hanno tutta l'aria di essere degli snuff-movie) è la stessa in cui si trovano loro.
Trovano nascoste svariate telecamere e si rendono conto di essere destinati a fare la stessa fine degli sconosciuti nella videocassetta. Inizierà per loro una battaglia per la sopravvivenza. Dopo essere riusciti a chiamare la polizia, si rifugiano in un tunnel sotto la casa che viene scoperto da un agente intervenuto a seguito della segnalazione. Compresa la situazione, l'agente tenta di fuggire con la coppia, ma la sua auto è stata danneggiata; mentre cerca di farla funzionare, viene assassinato. Dopo un inseguimento in casa, l'uomo rimane gravemente ferito, ma lei riesce a uccidere i tre criminali. Poi, chiama la polizia e attende accanto a suo marito l'arrivo dei soccorsi.

## Produzione
Per la produzione del film è stato speso un budget di 19 milioni di dollari.

## Promozione
L'uscita americana del film è stata preceduta da una campagna pubblicitaria incentrata principalmente sull'uso di internet e di un numero telefonico gratuito. Tale numero, sponsorizzato in televisione e al cinema con il trailer del film, è fatto in modo da far credere che si stia parlando realmente con la reception del motel in cui è ambientato il film. In sottofondo si possono sentire delle grida che accompagnano la voce del direttore del motel che informa sui costi delle stanze e che infine fornisce l'indirizzo del sito ufficiale del film che è creato per sembrare il sito del motel stesso e nel quale si possono vedere alcuni pezzi degli snuff movies del film oltre che il trailer dello stesso.

## Distribuzione
Dopo la distribuzione cinematografica, il film è approdato nel mercato home video attraverso un'edizione di DVD e Blu-ray che include scene tagliate nel montaggio finale, un "making of", le versioni integrali dei finti snuff movies presenti nel film, commenti da parte di alcuni addetti ai lavori.

## Accoglienza

### Incassi
Il film ha incassato 35,3 milioni di dollari al botteghino di tutto il mondo.

### Critica
Secondo l'aggregatore di recensioni Rotten Tomatoes, il film ha ottenuto un indice di gradimento del 56% e un voto di 5,5 su 10 sulla base di 121 recensioni. Secondo Metacritic, il film ha invece ottenuto un punteggio di 54 su 100 sulla base di 27 recensioni.